# Eickener Straße 309–313 (Mönchengladbach)

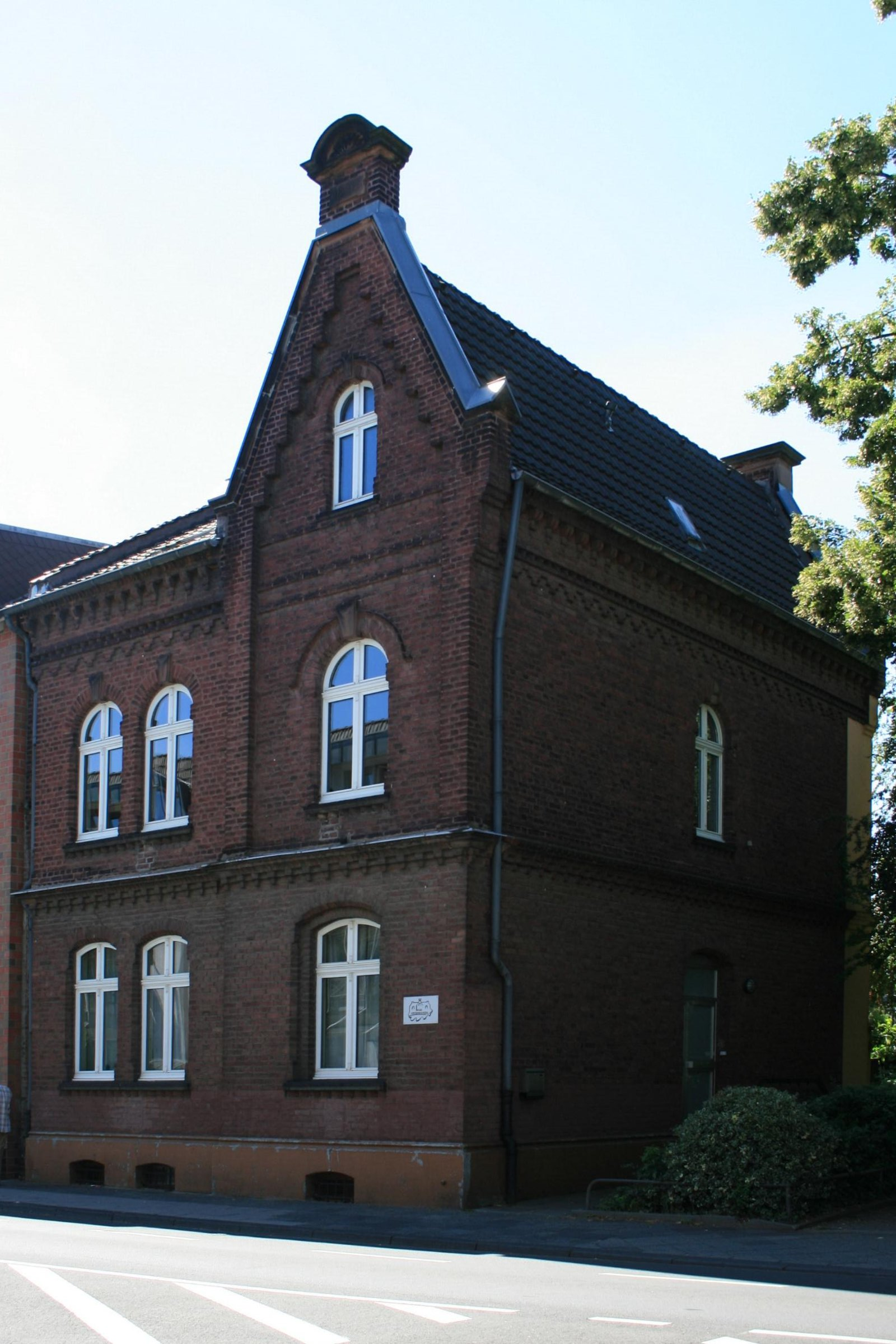
Schule mit zwei Wohnhäusern (2010)

Eickener Straße 309–313 ist eine Schule mit zwei Wohnhäusern und steht im Stadtteil Eicken in Mönchengladbach (Nordrhein-Westfalen).
Die Gebäude wurden 1898 erbaut. Es ist unter Nr. E 026 am 18. September 1991 in die Denkmalliste der Stadt Mönchengladbach eingetragen worden.

## Architektur
Die Objekte an der Eickener Straße wurden 1898 erbaut und in den 1930er-Jahren erweitert. Es handelt sich um ein Schulgebäude, flankiert von zwei ehemaligen Lehrerwohnhäusern.

### Schulhaus
Das Schulhaus ist ein neunachsiger, zweigeschossiger Bau unter Satteldach mit Zugang im Mittelrisalit, der durch einen Dreiecksgiebel mit Aufsatz betont wird.

### Wohnhäuser
Die Wohnhäuser sind dreiachsige, traufständige, ehemalige Lehrerwohnhäuser mit Risaliten unter Dreiecksgiebeln mit Aufsätzen. Beide Gebäude stehen spiegelsymmetrisch zum Schulhaus.